# Flora Shaw

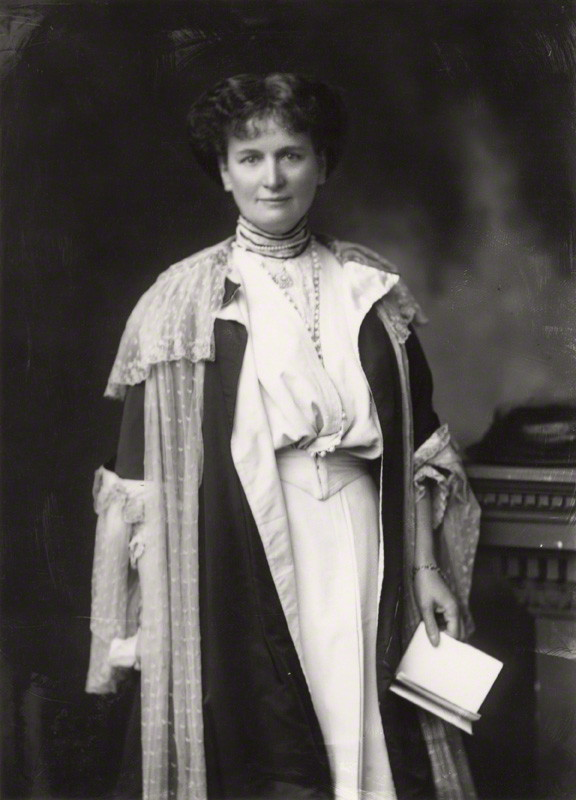
Flora Shaw

Flora Louise Lugard, Baroness Lugard, DBE (geborene Shaw, * 19. Dezember 1852 in Woolwich, London; † 25. Januar 1929 in Abinger Common, Surrey), war eine britische Journalistin und Kinderbuchautorin.

## Leben

### Kindheit und Jugend
Flora Shaw wurde im Londoner Stadtteil Woolwich als viertes von vierzehn Kindern von George Shaw, Major-General der Royal Artillery, und seiner Gattin Marie Desfontaines geboren. Marie Desfontaines war die Tochter des Gouverneurs von Mauritius. George Shaw war in Woolwich (Royal Artillery Barracks) stationiert, den Sommer verbrachte die Familie jedes Jahr auf Bushy Park in Kimmage bei Dublin, dem Anwesen des Großvaters, des ehemaligen konservativen Unterhausabgeordneten, Sir Frederick Shaw, 3. Baronet (1799–1876).
Flora Shaw wurde zuhause unterrichtet und musste sich um den Haushalt kümmern, da ihre Mutter krank wurde und 1870 starb. Ihr Vater heiratete bald darauf erneut, Shaw erhielt daraufhin wenig finanzielle Unterstützung.

### Kinderbuchautorin
Um Geld zu verdienen, schrieb sie 1877 einen Roman für Kinder mit dem Titel Castle Blair. Das Buch war ein großer Erfolg und erschien in zahlreichen Auflagen. Daraufhin wurde Shaw vom Kindermagazin Aunt Judy’s eingeladen, zwei weitere Romane in Serie zu veröffentlichen. So entstanden Hector (1880–81) und Phylis Browne (1882–83). Ihr letztes Kinderbuch erschien 1885 unter dem Titel A Sea Change. Obwohl alle vier Romane auch in den USA publiziert wurden, stellte sich die erhoffte finanzielle Erleichterung nicht ein. Nach dem Misserfolg ihres Romans für Erwachsene, Colonel Cheswick’s Campaign (1886), wandte sie der Belletristik den Rücken zu.

### Journalistin
Während ihrer Karriere als Kinderbuchautorin lebte Shaw mit Freunden in London und widmete sich wohltätigen Zwecken in den Armenvierteln des East End. Diese Tätigkeit erweckte in ihr ein starkes soziales Bewusstsein, das sie einem breiteren Publikum vermitteln wollte. Shaw sah die Lösung für Armut und Überpopulation in der Emigration in die britischen Kolonien in Übersee.
1883 zog sie nach Abinger, Surrey, das ihr in ihrem späteren Leben zur dauerhaften Heimat werden sollte. Durch ihren Nachbarn, den Autor George Meredith, lernte sie den Verleger der Pall Mall Gazette, William T. Stead, kennen. Er versprach, ihre Briefe von einer geplanten Reise nach Marokko und Gibraltar im Winter 1886/87 zu publizieren. In Gibraltar gelang es Shaw, den politischen Gefangenen und ehemaligen Anführer des Sudans, Zobehr Pasha, zu interviewen. Der daraus resultierende Artikel in der Pall Mall Gazette führte nicht nur zur Freilassung Pashas, sondern war Shaws Durchbruch als Journalistin. Es folgten Aufträge für den Manchester Guardian im Rahmen einer Reise nach Ägypten 1888. Außerdem verfasste Shaw Artikel für The Times und wurde dort nach zahlreichen Weltreisen 1893 zum „Colonial Editor“, eine Position mit Festanstellung und einem Jahresgehalt von 800 Pfund. Das machte sie zur bestbezahlten Journalistin ihrer Zeit. Nach dem Tod ihres Vaters 1893 unterstützte sie ihre Stiefmutter und ihre Schwestern finanziell. Im selben Jahr erschienen außerdem die Bücher Letters from South Africa und Letters from Queensland bei Macmillan.
In einem Artikel für The Times vom 8. Januar 1897 schlug sie vor, von nun an den Namen „Nigeria“ für das britische Protektorat am Fluss Niger zu verwenden. Shaw argumentierte, dass die neue Bezeichnung kürzer sei als der zu dieser Zeit übliche Name „Royal Niger Company’s Territories“ und eindeutiger als „Zentral-Sudan“, eine von Geografen vorgeschlagene Bezeichnung für das Areal.
Im Sommer 1897 musste Flora Shaw zweimal vor einem parlamentarischen Ausschuss aussagen. Ihr wurde vorgeworfen, Teil einer geheimen Absprache zwischen Cecil Rhodes und dem Kolonialsekretär Joseph Chamberlain gewesen und so an der Planung der Jameson Raid beteiligt gewesen zu sein. Als Beweis wurden Telegramme zwischen Rhodes und Shaw vorgelegt, die diesen Vorwurf bekräftigten. Es gelang ihr jedoch, Schaden sowohl von ihr als auch von The Times abzuwenden. Trotzdem führten ihre Rolle in der Jameson Raid sowie gesundheitliche Probleme 1900 zu ihrer Kündigung bei der Tageszeitung.

### Lady Lugard
Am 11. Juni 1902 heiratete sie in Madeira Sir Frederick Lugard (1858–1945). Als Gattin eines Knight führte sie fortan den Höflichkeitstitel Lady Lugard. Ihr Gatte war von 1900 bis 1906 Hochkommissar von Nord-Nigeria, wo das Paar gemeinsam lebte. Da Shaw jedoch aufgrund des Klimas gesundheitliche Probleme entwickelte, kehrte sie nach England zurück und veröffentlichte dort 1905 ihr Werk A Tropical Dependency.
1907 wurde Lugard Gouverneur der Kronkolonie Hongkong, wohin Shaw ihn wiederum begleitete. Sie half ihrem Mann, die Universität von Hongkong zu gründen. Als Lugard 1912 nach Nigeria zurückkehrte, ging Shaw wieder nach England. Nach Beginn des Ersten Weltkriegs organisierte sie Transporte für Flüchtlingskinder von Belgien nach London, wofür sie selbst am 1. Januar 1918 als Dame Commander des Order of the British Empire geadelt wurde und das Prädikat Dame erhielt. Seit ihr Gatte 1928 als Baron Lugard zum erblichen Peer erhoben worden war, führte sie als deren Gattin den Höflichkeitstitel Baroness Lugard
Nachdem Lugard 1917 aus Nigeria zurückgekehrt war, zog das Ehepaar auf das Anwesen Little Parkhurst bei Abinger Common in Surrey, wo Shaw am 25. Januar 1929 an einer Lungenentzündung starb. Ihre Ehe blieb kinderlos.

## Werke
- Castle Blair. A Story of Youthful Days. London (Verlag unbekannt) 1877.
- Hector: A Story for Young People. George Bell & Sons, London 1883.
- Phyllis Browne. Roberts Bros., Boston, MA 1883.
- A Sea Change. George Routledge & Sons, London 1885.
- Colonel Cheswick’s Campaign. Longmans & Co, London 1886.
- Letters from South Africa. Macmillan, London/New York 1893.
- The Story of Australia. H. Marshall & Son, London 1897.
- Klondike. (Verlag und Erscheinungsort unbekannt) 1899.
- A Tropical Dependency. An Outline of the Ancient History of the Western Soudan with an Account of the Modern Settlement of Northern Nigeria. Cambridge University Press, Cambridge 1905.
- The Work of the War Refugees Committee; an Address. G. Bell and Sons, London 1915.